# Lý Hoài Quang
Lý Hoài Quang (chữ Hán: 李懷光, bính âm: Li Huaiguang, 729 - 19 tháng 9 năm 785) là tiết độ sứ Sóc Phương dưới triều nhà Đường trong lịch sử Trung Quốc. Ban đầu, Lý Hoài Quang là thuộc tướng dưới quyền đại tướng quân Quách Tử Nghi. Sau khi Quách Tử Nghi bị tước binh quyền năm 779, Lý Hoài Quang được giao cai quản một phần của Sóc Phương với danh hiệu là tiết độ sứ Bân Ninh (thuộc Ngân Xuyên), sang năm 780 thì chính thức được bổ làm Tiết độ sứ Sóc Phương. Khi sự biến Phụng Thiên nổ ra, Lý Hoài Quang đem quân chủ lực của mình đến Phụng Thiên cứu giá, đánh lui cuộc tấn công của tặc Thử. Tuy nhiên về sau do bất mãn với thừa tướng Lư Kỉ nên ông trở mặt, liên kết với Thử phản lại triều đình; về sau dời đến đất Hà Trung. Khi Chu Thử bị diệt, Lý Hoài Quang có ý định quy hàng nhưng bị tướng sĩ phản đối, và sau đó lại chịu sự tấn công từ triều đình nhà Đường. Năm 785, sau nhiều thất bại nặng nề liên tiếp, Lý Hoài Quang bị buộc phải tự tử, cuộc nổi dậy của ông bị dẹp tan.

## Dưới quyền Quách Tử Nghi
Lý Hoài Quang chào đời năm 729 dưới triều vua Huyền Tông nhà Đường. Ông nguyên là người tộc Mạt Hạt đến từ Bột Hải quốc, vốn mang họ Như. Tổ tiên gần của ông di cư từ Bột Hải đến U châu, thần phục nhà Đường. Cha Hoài Quang là Như Thường, do lập được nhiều chiến công nên được ban quốc tính là Lý, ban tên Gia Khánh. Hoài Quang từ nhỏ đã tòng quân, được đánh giá là người dũng cảm, giỏi võ nghệ, do đó được tiền tiết độ sứ Quách Tử Nghi xem trọng. Giữa những năm Thượng Nguyên thời Đường Túc Tông, ông được cử làm Sóc Phương quân đô ngu hậu. Do liên tiếp lập được chiến công, Hoài Quang được thăng chức liên tục. Đến đầu những năm Vĩnh Thái thì được ấp phong lên tới 300 hộ.
Cựu Đường thư ghi lại rằng Lý Hoài Quang là người thanh cần, nghiêm khắc và ác nghiệt, thường hay xử nặng những người có tội, cho dù đó là bạn hữu hay người thân của mình, nhiều lúc còn giết chết. Trong khi Quách Tử Nghi tính khoan hậu, thường không đụng chạm nhiều đến kỉ luật trong quân đội, vì thế việc kỉ cương do Hoài Quang nắm giữ, chúng tướng do vậy rất sợ ông.
′
Đường Đại Tông lên ngôi (762), do bị tiết độ sứ Hà Đông Tân Vân Kinh gièm pha là có ý mưu phản, tướng Bộc Cố Hoài Ân nổi dậy, chiếm cứ Sóc Phương và sau đó ông ta liên kết với Thổ Phiên chống lại triều đình. Lúc đó Quách Tử Nghi bị bãi binh quyền, Bộc Cố Hoài Ân giao quyền cho một số tướng cũ của Tử Nghi trấn giữ các nơi, trong đó Lý Hoài Quang đóng quân tại Tấn châu. Đến năm 764, Hoài Ân tại Hà Trung ra mặt làm phản, triều đình có chiếu dùng lại Quách Tử Nghi là Tiết độ sứ Sóc Phương, vì thế Lý Hoài Quang và nhiều tướng khác quay trở về với Tử Nghi. Cuộc nổi dậy của Bộc Cố Hoài Ân về sau bị đánh diệt năm 765.
Năm 767, Lý Hoài Quang theo Quách Tử Nghi tấn công tiết độ sứ nổi dậy tại Đồng Hoa Chu Trí Quang. Lý Hoài Quang cùng Hồn Giám được cử làm tiên phong. Ngay trước khi hai người tới nơi thì Chu Trí Quang đã bị thuộc hạ giết chết, cuộc nổi dậy chấm dứt. Năm (769), kiêm Ngự sử trung thừa, rồi Ngự sử đại phu, quân đô ngu hậu (770). Năm 777, quân Thổ Phiên đem quân xâm nhập đất nhà Đường, Lý Hoài Quang được cử đem quân đánh dẹp và đẩy lui được bọn chúng.
Cũng năm đó, mẹ Lý Hoài Quang qua đời, ông tạm nghỉ chức về chịu tang. Năm sau (778), ông được triệu dùng trở lại, được giao làm Đô tướng thống lĩnh quân đội Bân châu, Ninh châu và Khánh châu. Vào thời gian này, ông cũng nhiều lần đẩy lui sự xâm lược của Thổ Phiên.

## Tham chiến ở phía tây và phía bắc
Năm 779, Đại Tông băng, Đức Tông lên nối ngôi. Không bao lâu sau, Đức Tông xuống chiếu phong Quách Tử Nghi làm Thượng phụ, một danh hiệu hết sức vinh dự, nhưng thực ra vua ngấm ngầm tước binh quyền của Tử Nghi. Trấn Sóc Phương sau đó được phân chia cho các bộ tướng cũ của Tử Nghi như Hồn Giám, Thường Khiêm Quang và cả ông, trong đó Lý Hoài Quang được cử làm Kiểm giáo Hình bộ thượng thư kiêm Hà Trung doãn, Thứ sử Bân châu, Tiết độ sứ Bân Ninh, quản lý các châu Bân, Ninh, Khánh, Tấn, Hàng, Từ, Thấp tổng cộng 7 châu. Hoài Quang trấn nhậm vùng đất phía tây, Thổ Phiên nhiều năm không dám sang xâm lấn, trấn của ông trở thành một căn cứ phòng bị vững chắc cho mặt trận phía tây Đại Đường. Trong khi đó dưới trướng Lý Hoài Quang có một số tướng tỏ ra bất phục gồm Sử Kháng, Bàng Tiên Hạc, Trương Hiến Minh, Lý Quang Dật. Theo đề xuất của hoạn quan được triều đình gửi đến là Địch Văn Tú, Hoài Quang ra lệnh cho các tướng này đến Trường An tham gia lực lượng cấm quân bảo vệ hoàng thượng, và khi các tướng này vừa rời khỏi Bân châu thì ông sai người đuổi theo bắt giết, lấy cớ rằng do trước đó năm 773 những tướng này từng thua trận nhục nhã khi ở dưới trướng Hồn Giám.
Năm 780, Tiết độ sứ Kinh Nguyên là Đoàn Tú Thực bị tể tướng Dương Viêm ghét bỏ và bị giáng chức làm Tư nông. Lúc bấy giờ Đức Tông phong cho Lý Hoài Quang kiêm nhiệm làm Kính châu thứ sử, Kinh Nguyên tứ trấn Bắc Đình tiết độ sứ. Do có tư oán từ trước nên khi nhận chức ở Kinh Nguyên, Lý Hoài Quang sát hại nhiều cựu tướng Sóc Phương như Ôn Nho Nhã, khiến quân sĩ dưới quyền không vừa ý. Lưu Văn Hỉ nắm lấy cơ hội đó liền xúi giục quân sĩ, chiếm thành làm loạn và yêu cầu triều đình bãi chức Lý Hoài Quang, cho Đoàn Tú Thực về trấn. Đức Tông quyết định cử Chu Thử đem quân đánh dẹp, thay thế Lý Hoài Quang nắm quyền ở Kinh Nguyên. Lưu Văn Hỉ vẫn muốn chống lại triều đình, đã sai người đến Thổ Phiên xin viện binh. Mãi về sau, thuộc tướng dưới quyền Lưu Văn Hỉ là Lưu Hải nổi dậy giết chết Hỉ rồi đầu hàng triều đình, chấm dứt cuộc nổi loạn. Năm 781, Hoài Quang được dời làm Kiểm giáo Tả phó xạ, Linh châu đại đô đốc, Thiền Vu Trấn Bắc đô hộ, Sóc Phương tiết độ sứ thay thế cho Thường Khiêm Quang, thực phong là 400 hộ, vẫn trao cho ông quyền cai quản ở Bân Ninh.
Bấy giờ tình hình ở Hà Bắc trở nên rối loạn với cuộc nổi dậy của bốn trấn gồm Chu Thao ở Lư Long, Điền Duyệt ở Ngụy Bác, Vương Vũ Tuấn ở Thành Đức và Lý Nạp ở Tri Thanh. Khi các tiết độ sứ Mã Toại và Lý Bão Chân đang bao vây Điền Duyệt ở Ngụy châu thì Chu Thao và Vương Vũ Tuấn đem quân tới cứu, đẩy lui lực lượng triều đình. Năm 782, Đường Đức Tông hạ lệnh cho Lý Hoài Quang thống lĩnh quân đội Sóc Phương gồm 15.000 người tấn công Điền Duyệt. Hoài Quang tuy dũng cảm mà vô mưu; khi đến hội quân với Mã Toại và Lý Bão Chân, ông đề nghị rằng nên cho quân tấn công ngay lập tức, trái với ý kiến của Mã Toại là nên cho quân nghỉ ngơi một vài ngày. Hoài Quang không nghe, đem quân tập kích Chu Thao ở phía tây Khiếp Sơn. Sĩ tốt tranh nhau xông vào doanh của Thao, nhưng Vương Vũ Tuấn đã đem 2000 quân kị tới cứu, chia cắt lực lượng ủng hộ triều đình, nhân đó Chu Thao đưa quân ra truy kích, quan quân thua chạy. Quân triều đình sau đó buộc phải rút quân ra khỏi Ngụy châu. Sau trận này, Lý Hoài Quang cùng Mã Toại rút quân, được triều đình gia Đồng bình chương sự, thực phong 200 hộ. Bốn trấn nổi dậy sau đó quyết định li khai với triều đình bằng việc xưng vương hiệu vào cuối năm 782.

## Phụng Thiên cứu giá
Năm 783, do Tương Thành bị quân đội của Tiết độ sứ phản loạn ở Hoài Tây bao vây, Đức Tông triệu tiết độ sứ Kinh Nguyên là Diêu Lệnh Ngôn tới cứu. Ngày 2 tháng 11 năm 783, Diêu Lệnh Ngôn dẫn 5000 quân Kinh Nguyên đến Trường An, nhưng do bị tiếp đãi sơ sài, tướng sĩ Kinh Nguyên đều tức giận, cùng cùng nhau tấn công vào cung. Vua hoảng sợ, vội triệu quân cấm vệ đến hộ giá nhưng không có ai đến cả, bất đắc dĩ phải bỏ Trường An, chạy về Phụng Thiên. Quân Kinh Nguyên cướp phá hoàng cung, đón Chu Thử vào cung tôn làm chủ. Chu Thử tự xưng là hoàng đế nước Đại Tần, về sau cải là Đại Hán.
Đức Tông bị nguy khốn, sai sứ đến Hà Bắc thông báo cho các tướng ở Hà Bắc đem quân về cứu giá. Mã Toại, Lý Bão Chân đều lui quân về trấn, trong khi Lý Hoài Quang theo lời khuyên của tướng dưới quyền là Thôi Túng, quyết định nhanh chóng đưa quân đến Phụng Thiên cứu vua. Khi quân của Lý Hoài Quang sắp đến Trường An thì Phụng Thiên đã bị quân giặc bao vây rất ngặt. Ông cử bộ tướng Trương Thiều đến Phụng Thiên yết kiến Đức Tông trước, thông báo việc quân của mình sắp đến. Sau đó ông khích lệ quân sĩ, đem quân đánh vào lực lượng của quân Tần tại Lễ Tuyền và đánh bại quân giặc. Chu Thử nghe tin hoảng sợ, liền rút quân về Trường An và về sau không còn tấn công vào Phụng Thiên nữa. Sử sách bình luận rằng việc cứu giá của Lý Hoài Quang là rất đúng lúc, nếu như quân của ông đến chậm vài ngày thì có lẽ Phụng Thiên đã không còn giữ được và lịch sử đã thay đổi. Vua Đức Tông hạ chiếu phong cho ông chức Trung thư lệnh đứng đầu Trung thư tỉnh, một chức vị cực kì vinh dự, ngang với chức tể tướng.
Sau đó ông đưa quân về Phụng Thiên yết kiến thiên tử. Hoài Quang vốn căm ghét thừa tướng Lư Kỉ và một số gian thần được nhà vua tin tưởng như Triệu Tản, Bạch Chí Trinh. Ông nói
Đại loạn trong thiên hạ đều do bọn này mà ra. Ta yết kiến Hoàng thượng, sẽ xin giết hết.
Bọn Lư Kỉ được tin rất hoảng sợ, bèn tìm cách hãm hại ông. Bọn Kỉ tâu xin Đức Tông hạ lệnh cho Lý Hoài Quang thừa thắng kéo quân đến thẳng Trường An, nhằm mượn tay Chu Thử giết ông. Đức Tông bằng lòng, ra lệnh cho ông hợp quân với các tướng Lý Thịnh và Lý Kiến Huy, Dương Huệ Nguyên cùng tấn công Trường An. Ông tỏ ra không hài lòng. Khi đưa quân tới Hàm Dương, ông không tiến thêm nữa và nhiều lần dâng biểu lên triều đình xin trị tội bọn Lư Kỉ gây ra biến loạn ngày hôm nay. Trong tình thế bất đắc dĩ đó, Nhà Vua buộc phải cách chức và lưu đày bọn Lư Kỉ ra Tần châu, Triệu Tản đến Ân châu và Bạch Chí Trung đến Bá châu. Nhưng không dừng lại ở đó, Lý Hoài Quang còn tiếp tục dâng biểu xin trừng trị trung sứ Địch Văn Tú được nhà vua tín nhiệm, cuối cùng Tú bị Đức Tông giết đi. Nhưng Hoài Quang vẫn âm mưu làm loạn.

## Nổi dậy và thất bại
Mùa xuân năm 784, Đức Tông dự định sai sứ sai cầu viện Thổ Phiên. Tướng Thổ Phiên Thượng Kết Tán nói theo luật pháp nước Phiên thì khi điều quân cứu viện nước khác phải có hiệp ước rõ ràng và yêu cầu phải cắt đất cùng một số điều khoản khác. Lý Hoài Quang không đồng tình với việc này vì cho rằng quân Thổ Phiên mà tiến sang thì sẽ cướp bóc khắp nơi và bắt bớ dân lành. Đại thần Lục Chí lo sợ rằng Lý Hoài Quang sẽ làm phản và tấn công vào lực lượng của Lý Thịnh, vì thế đề nghị tách quân của ông ra khỏi các cánh quân khác, không hành quân chung nữa. Đức Tông hạ lệnh cho Lý Thịnh kéo quân theo hướng khác, nhưng vẫn giữ lộ trình cũ của Lý Kiến Huy và Dương Huệ Nguyên vì sợ Hoài Quang sẽ oán giận. Tháng 2 ÂL, có chiếu gia phong Thái úy, ban thiết khoán, sai Lý Thăng và Đặng Minh Hạc đến thủ dụ. Hoài Quang giận nói:
Phàm khi một người nào đó sắp nổi loạn thì ban cho thiết khoán. Nay ban cho Hoài Quang, thì dù ta không có ý phản, cũng bị buộc phải làm phản rồi.
Sự thực thì Lý Hoài Quang đã bí mật câu kết với Chu Thử từ lâu. Chu Thử tìm cách dụ Hoài Quang theo phe mình, hẹn ước sẽ chia nhau vùng Quan Trung để cùng xưng đế, kết làm anh em. Trong khi đó Lý Thịnh cũng cho rằng Hoài Quang sẽ nổi dậy và đề xuất phòng bị ở vùng Hán Trung và Thục. Đức Tông do dự và muốn đến Hàm Dương úy lạo quân sĩ của Lý Hoài Quang. Hoài Quang lo sợ rằng nhà vua có ý đề phòng mình nên càng quyết tạo phản. Đến đây khi có chiếu thư này thì dã tâm tạo phản của ông càng mạnh.
Lý Thăng trở về Phụng Thiên báo việc cho Đức Tông. Triều đình lo sợ, tính tới chuyện bỏ Phụng Thiên nếu như Hoài Quang làm phản. Ít lâu sau, Lý Hoài Quang bất ngờ dẫn quân tấn công Lý Kiến Huy và Dương Huệ Nguyên. Kiến Huy trốn được và Huệ Nguyện bị tử trận. Sau đó ông sai người nhắn với nhà vua
Ta đã cùng Chu Thử liên minh với nhau, xa giá nên tìm đường mà trốn đi.
Ngày 21 tháng 3 năm đó, do lo sợ sự tấn công của Hoài Quang, Đường Đức Tông bỏ trốn khỏi Phụng Thiên, chạy đến Lương châu. Lý Hoài Quang cử các tướng Mạnh Bảo, Huệ Tĩnh Thọ và Tôn Thúc Đạt đuổi theo hòng bắt được Đức Tông; nhưng ba tướng này vẫn còn trung thần với triều đình nên cố ý để nhà vua chạy thoát. Trong khi đó Lý Thịnh viết thư cho ông đề nghị quay về với triều đình. Hoài Quang không nghe, nhưng cũng từ sau sự kiện này, ông tỏ ra lo sợ rằng tướng sĩ dưới quyền có thể bất bình với hành động của mình mà nổi dậy chống lại. Sự thực là đã có bộ tướng Hàn Du Côi, Mạnh Thiệp, Đoàn Uy Dũng bỏ ông về với triều đình, và ông không ngăn cấm được. Do vậy khiến lực lượng của ông suy yếu. Chu Thử thấy thế liền nuốt lời hứa khi trước, chỉ đối xử với Hoài Quang như bầy tôi. Thuộc tướng của ông là Lý Cảnh Lược khuyên ông quay lại tấn công Chu Thử rồi hàng triều đình, nhưng Hoài Quang nghe lời của Diêm Yến, quyết định phân quân cướp bóc ở Kính Dương, Tam Nguyên, Phú Bình rồi từ Đồng châu đưa quân đến đóng ở Hà Trung.
Đức Tông vẫn nhớ ơn cứu giá của Lý Hoài Quang, chưa nỡ đoạn tuyệt hẳn. Nhà vua hạ chiếu kể tội ông, nhưng vẫn hứa sẽ dùng làm Thái tử thái bảo nếu ông chịu đầu hàng, Hoài Quang không nghe. Tháng 5 năm đó, quân đội của ông tiến đến Hà Trung.
Mùa thu năm 784, Lý Thịnh khôi phục kinh sư. Ngày 3 tháng 8 năm 784, Đường Đức Tông được đưa trở về Trường An sau gần một năm trốn chạy. Theo lời khuyên của một bộ tướng dưới quyền, Lý Hoài Quang quyết định gửi con là Lý Vị thay mặt mình đến Trường An yết kiến và tạ tội với nhà Đường. Đức Tông bằng lòng, sai trung sứ Khổng Sào Phụ, Đạm Thủ Doanh đến Hà Trung nhận hàng. Khi Khổng Sào Phụ đến, Lý Hoài Quang mặc đồ dân thường ra tiếp để tỏ sự hối hận, nhưng Sào Phụ đòi ông phải mặc lại chiến giáp như mọi khi. Sau đó Sào Phụ hỏi quân sĩ rằng: Trong quân của thái úy thì ai có thể thống lĩnh quân đội được. Bọn sĩ tốt giận, bèn giết hai sứ giả của triều đình mà không đợi lệnh của Hoài Quang, khiến cho ông buộc phải công khai chống lại triều đình lần nữa. Vua Đức Tông sai Hồn Giám làm Hà Trung tiết độ phó nguyên soái, cùng Lại Nguyên Quang đem quân đánh Hà Trung. Hồn Giám ban đầu phá được Đồng châu, nhưng bị tướng dưới quyền của ông là Từ Nguyên Quang chặn đứng tại Trường Xuân cung (Vị Nam hiện nay), không thể tiến lên thêm.
Giữa lúc đó, Tiết độ sứ Hà Đông là Mã Toại được phong là phó nguyên soái, cùng Hồn Giám, Lạc Nguyên Quang, Đường Triều Thần... hội binh cùng tấn công, công hạ Giáng châu và một số vùng đất ở phía tây bắc Hà Trung, khiến lãnh thổ của Lý Hoài Quang bị thu hẹp hơn nữa.
Mùa xuân năm 785, khi phát hiện tướng dưới quyền là Lữ Minh Nhạc có bí mật giao thông với Mã Toại, Lý Hoài Quang tức giận sai giết đi, đồng thời tiến hành quản thúc các tướng Cao Dĩnh và Lý Dong. Lúc này thì liên quân của Hồn Giám và Mã Toại đã bao vây được Trường Xuân cung; các tướng cũ ở Sóc Phương nhiều người mưu tính chống lại Hoài Quang; cùng với nhiều quân sĩ vốn nguyên quán ở Sóc Phương vẫn bất bằng với việc phải chuyển đến Hà Trung mà không được trở về quê. Lý Hoài Quang buộc phải hứa với quân sĩ rằng mình sẽ quy phục và cống nộp cho vương sư, để trấn an họ; nhưng trong một tháng không có hành động gì. Do lúc bấy giờ kinh sư vừa mới khôi phục, lòng người chưa yên, việc chuyển lương và mộ quân gặp một số bất lợi, vì thế triều đình nhiều người đề nghị xá miễn cho Lý Hoài Quang, nhưng Lý Thịnh không bằng lòng và đưa ra năm lý do để thuyết phục nhà vua không nên xá miễn, nhà vua nghe theo.
Mùa thu năm 785, do sự thuyết phục của Mã Toại, tướng giữ Trường Xuân cung đã đầu hàng triều đình, khiến cho con đường tiến vào Hà Trung của triều đình được mở rộng hơn. Cả Hà Trung hỗn loạn. Lý Hoài Quang tuyệt vọng, thắt cổ tự sát. Tướng dưới quyền ông là Ngưu Danh Tuấn cắt đầu của ông về nộp cho Mã Toại, Lý Vị cũng giết hết anh em của mình rồi tự sát, do đó con cháu của Hoài Quang không còn ai sống sót. Khi đó Lý Hoài Quang được 57 tuổi. Hoàng thượng được tin, rất thương xót, bèn ghép thủ cấp và thân thể của ông và cho an táng trọng thể. Lại vì con cháu Hoài Quang đã chết hết, chỉ còn phu nhân Vương thị, nên nhà vua sai cấp dưỡng cho Vương thị, cho xây trang viên ở Lễ châu để phu nhân thờ cúng ông. Năm 789, có lệnh cho cháu của Lý Hoài Quang, con trai Yến Bát Bát em gái ông được mang họ Lý, ban tên là Thừa Tự để làm hậu tự cho ông, phong chức Tả Vệ suất phủ trụ tào tham quân.

## Đánh giá
Cựu Đường thư nhận xét trong liệt truyện về ông cùng Bộc Cố Hoài Ân là:
Hoài Ân cùng với Hoài Quang, đều có dũng lực, phụng sự vương gia, nhưng cuối cùng làm thần bất chung, cuối cùng làm phản, tội quả là lớn. Nhưng còn bọn Tân Vân Kinh, Lạc Phụng Tiên, Lư Kỉ, Bạch Chí Trinh đem lời nói sàm, khiến cho họ làm phản, làm quân thượng phải lo âu, cũng có thể cho là sàm tặc.